# Privalovskije milliony
Privalovskije milliony (russisk: Приваловские миллионы) er en sovjetisk spillefilm fra 1972 af Jaropolk Lapsjin.

## Medvirkende
- Leonid Kulagin som Sergej Privalov
- Ljudmila Tjursina som Zosja Ljakhovskaja
- Vladislav Strzjeltjik som Aleksander Polovodov
- Ljudmila Khitjaeva som Antonida Polovodova
- Andrej Fajt som Ignatii Lvovitj Ljakhovskij
- Anatolij Kubatskij